# Никола Михайловски (революционер)
 Тази статия е за ресенчанина.  За еленчанина вижте Никола Михайловски.  
Никола Михайловски е български просветен деец и революционер, деец на Вътрешната македоно-одринска революционна организация.

## Биография
Никола Михайловски е роден в югозападномакедонския град Ресен, тогава в Османската империя. Работи като учител в Прилеп. Влиза във ВМОРО и е член на Прилепския революционен комитет.